# Georg Riedesel zu Eisenbach (Landmarschall)
Georg Karl Ferdinand Friedrich Johann Riedesel zu Eisenbach (* 26. April 1785; † 4. August 1854) war ein Großherzoglich sächsischer Landmarschall.
Georg Riedesel zu Eisenbach war der Sohn von Friedrich Adolf Riedesel und dessen Ehefrau Friederike Riedesel zu Eisenbach. 
Riedesel zu Eisenbach studierte Naturwissenschaften und trat danach in den Staatsdienst. 1807 verließ er den Staatsdienst, um Rittergut Neuenhof zu bewirtschaften, wo er seit 1815 einen Landschaftspark anlegte. Ab 1817 war er Mitglied im Landtag von Sachsen-Weimar-Eisenach für den Stand der Rittergutsbesitzer im Eisenachischer Kreis. Als Landmarschall stand er dem Parlament als Parlamentspräsident vor.
Er heiratete Caroline Friederike Louisa Riedesel (1784–1857), die Tochter des Schriftstellers Johann Hermann Riedesel zu Eisenbach (1740–1784). Das Paar hatte eine Tochter:
- Marie Caroline (* 4. Juli 1809; † 20. Mai 1878) ⚭ 1830 Freiherr Hermann von Rotenhan (* 19. März 1800; † 11. Juli 1858) auf Rentweinsdorf